# Sven-Olof Åsberg
Sven-Olof Åsberg, född 29 juni 1935, död 20 maj 1974 i Ramnäs, var en svensk orienterare.
Åsberg blev nordisk mästare i stafett 1967 samt svensk mästare på långdistans 1964. Han tog även EM-brons i stafett 1964 och NM-brons i stafett 1965.
Åsberg avled 1974 i en trafikolycka, 38 år gammal.